# JavaCC
JavaCC (Java Compiler Compiler) ist ein Lexer- und Parsergenerator, der in Java implementiert ist und als Ausgabe Java- und C++-Quellcode erzeugt. JavaCC ist Open Source und unter den Bedingungen der BSD-Lizenz herausgegeben.
JavaCC funktioniert ähnlich wie das bekannte Programm Yacc, benutzt aber ein anderes Verfahren zum Parsen der Daten: JavaCC erzeugt einen LL(k)-Parser, während Yacc einen LALR(1)-Parser erzeugt. Die Grammatik muss also etwas anders strukturiert sein, als dies bei Yacc der Fall wäre.

## Programme und Bibliotheken, die intern JavaCC verwenden
- Das Open-Source Suchmaschinen-Framework Lucene nutzt JavaCC zur Generierung des Lexers und des Query-Parsers.[3]
- Die Open-Source Template-Engine Velocity greift für seine Parserfunktionen auf JavaCC zurück.[4]
- Das zur statischen Codeanalyse von Quelltexten genutzte Werkzeug PMD verwendet zur Verarbeitung der benutzerdefinierten Regeln intern JavaCC.[5]
- Das Java-API des Ontologie-Projekts Cyc greift für seine Parserfunktionen auf JavaCC zurück.